# 謝克家
謝克家（?—1134年），字任伯，上蔡县（今河南省汝南县）人。宋朝官员。

## 生平
绍圣四年（1097年）进士，親見靖康之禍，作《憶君王》：“依依宮柳拂宮牆，樓殿無人春晝長，燕子歸來依舊忙。憶君王，月破黃昏人斷腸。”建炎四年（1130年）官參知政事，紹興二年（1132年）上書彈劾秦檜。绍兴元年（1131年），以资政殿学士提举洞宵宫。後隱居於台州黃岩靈石寺。绍兴四年卒。

## 家族
有子謝伋。